# 大分県立安心院高等学校
大分県立安心院高等学校（おおいたけんりつ あじむこうとうがっこう）は大分県宇佐市安心院町にある高等学校である。
県内公立では唯一の中高一貫校である。
定員40人の普通科一般コースの生徒が国立大学進学を目指し、一定の合格率がある。

## 中高一貫教育
宇佐郡安心院町立安心院中学校（現在は宇佐市立安心院中学校）、院内町立院内中学校（現在は宇佐市立院内中学校）（ともに2005年3月31日宇佐市に移管）と連携型の中高一貫教育を行っている。

## 学校行事
出典
|      |                              |
| 4月  | 入学式                       |
|      | 歓迎遠足                     |
|      | 1年教育合宿                  |
| 5月  | 生徒総会                     |
|      | 中間考査                     |
|      | 体育大会                     |
| 6月  | 高校総体                     |
| 7月  | 期末考査                     |
| 8月  | インターンシップ             |
|      | 中学生体験入学               |
| 9月  | けやき祭（文化の部）         |
| 10月 | 中間考査                     |
| 11月 | 期末考査                     |
| 12月 | 2年修学旅行                  |
|      | クラスマッチ                 |
| 1月  | 百人一首大会                 |
| 2月  | 学年末考査・進路ガイダンス   |
|      | 高校入試（連携型・推薦）     |
| 3月  | 卒業式                       |
|      | クラスマッチ                 |
|      | 高校入試（1次・2次）・離任式 |